# Nationalparker i Italien
I Italien er der 24 Nationalparker. I alt er 1,5 millioner hektar under beskyttelse, hvilket udgør 5 procent af landets areal. Indtil august 2012 var der kun 22 områder der af IUCN var beskyttet under Kategori II (Nationalpark).
| Navn                                                            | Grundlagt | Størrelse [ha] | Regioner                        | Kort                                                                   | Billede                 |
| --------------------------------------------------------------- | --------- | -------------- | ------------------------------- | ---------------------------------------------------------------------- | ----------------------- |
| Nationalpark Abruzzo, Lazio og Molise                           | 1923      | 50.683         | Abruzzo, Lazio, Molise          | Abruzzo, Lazio og MoliseAbruzzo, Lazio og Molise (Italien)             |                         |
| Nationalpark Asinara                                            | 1997      | 26.960         | Sardinien                       | AsinaraAsinara (Italien)                                               |                         |
| Nationalpark Aspromonte                                         | 1989      | 76.053         | Calabrien                       | AspromonteAspromonte (Italien)                                         | Monte Consolino.        |
| Nationalpark Cilento, Vallo di Diano og Alburni                 | 1991      | 181.048        | Campania                        | Cilento og Vallo di DianoCilento og Vallo di Diano (Italien)           |                         |
| Nationalpark Cinque Terre                                       | 1999      | 3.860          | Liguria                         | Cinque TerreCinque Terre (Italien)                                     |                         |
| Nationalpark Circeo                                             | 1934      | 8.500          | Lazio                           | CirceoCirceo (Italien)                                                 |                         |
| Nationalpark Dolomiti Bellunesi                                 | 1990      | 31.512         | Veneto                          | Dolomiti BellunesiDolomiti Bellunesi (Italien)                         |                         |
| Nationalparken Foreste Casentinesi, Monte Falterona og Campigna | 1993      | 36.843         | Emilia-Romagna, Toscana         | Foreste CasentinesiForeste Casentinesi (Italien)                       | Casentino-Nationalpark. |
| Nationalpark Gargano                                            | 1991      | 118.144        | Apulien                         | GarganoGargano (Italien)                                               | Peschici2007.JPG.       |
| Nationalpark Gennargentu                                        | 1998      | 73.935         | Sardinien                       | GennargentuGennargentu (Italien)                                       |                         |
| Nationalpark Gran Paradiso                                      | 1922      | 70.318         | Valle d'Aosta, Piemonte         | Gran ParadisoGran Paradiso (Italien)                                   |                         |
| Nationalpark Gran Sasso og Monti della Laga                     | 1991      | 141.341        | Marche, Abruzzo, Lazio          | Gran Sasso og Monti della LagaGran Sasso og Monti della Laga (Italien) |                         |
| Nationalpark Arkipelag La Maddalena.                            | 1994      | 15.000         | Sardinien                       | La Maddalena ArchipelLa Maddalena Archipel (Italien)                   |                         |
| Nationalpark Majella                                            | 1991      | 74.095         | Abruzzo                         | MajellaMajella (Italien)                                               |                         |
| Nationalpark Monti Sibillini                                    | 1993      | 69.722         | Marche, Umbrien                 | Monti SibilliniMonti Sibillini (Italien)                               |                         |
| Nationalpark Alta Murgia                                        | 2004      | 67.739         | Apulia                          | MurgiaMurgia (Italien)                                                 |                         |
| Nationalpark Pollino                                            | 1993      | 192.565        | Basilicata, Calabrien           | PollinoPollino (Italien)                                               |                         |
| Nationalpark Sila (fra 1968–2002: Nationalpark Kalabrien)       | 2002      | 73.695         | Calabrien                       | SilaSila (Italien)                                                     |                         |
| Nationalpark Stelvio                                            | 1935      | 134.620        | Lombardiet, Trentino-Alto Adige | StelvioStelvio (Italien)                                               |                         |
| Nationalpark Appennino Tosco-Emiliano                           | 2001      | 23.613         | Emilia-Romagna, Toscana         | Appennino Tosco-EmilianoAppennino Tosco-Emiliano (Italien)             |                         |
| Nationalpark Arcipelago Toscano                                 | 1996      | 76.762         | Toscana                         | Arcipelago ToscanoArcipelago Toscano (Italien)                         |                         |
| Nationalpark Val d’Agri                                         | 2006      | 67.564         | Basilicata                      | Val d’AgriVal d’Agri (Italien)                                         |                         |
| Nationalpark Val Grande                                         | 1992      | 14.598         | Piemonte                        | Val GrandeVal Grande (Italien)                                         |                         |
| Nationalpark Vesuv                                              | 1995      | 7.259          | Campanien                       | VesuvVesuv (Italien)                                                   |                         |